# Jurij Starovašnik
Jurij Karel Starovašnik, slovenski zdravnik; * 2. april 1748 Kamnik, † 26. marec 1792, Freiburg im Breisgau, Nemčija.
Starovašnik je končal študij medicine na Dunaju, kjer je  1773 tudi doktoriral. V letih 1774 do 1792 je bil profesor fiziologije in medicine na fakulteti v Freiburgu. V času službovanja na fakulteti je bil petkrat izvoljen za dekana.
Starovašnik je 1781 kot prvi evropski zdravnik objavil razpravo o moški subferbilnosti ; v njej je obravnaval neposredne vzroke in diagnostiko neplodnosti v zakonu. Poleg tega, da je bil Starovašnik uspešen diagnostik, je bil tudi odličen praktik. Kot zdravnik pa se je tudi nenehno boril proti mazaštvu, in skušal zatreti čudodelne medicince.